# Maria Aitken
Maria Aitken (Dublín, 12 de septiembre de 1945) es una actriz y directora británica nacida en Irlanda.
Es hija de sir William Traven Aitken y su esposa Penelope Loader Maffey. Era sobrina-nieta del magnate de la prensa y ministro durante la Segunda Guerra Mundial, William Maxwell Aitken (Lord Beaverbrook). Asistió a la escuela para niñas Sherborne en Dorset.

## Carrera
Cuando aún era estudiante en el St Anne's College de la Universidad de Oxford, a mediados de los años 1960, representó un pequeño papel en la producción de Richard Burton, Faustus, que también tuvo una versión fílmica. Ya como profesional, representó el papel de Edwina Mountbatten en la película aclamada por la crítica, Jinnah, que destacaba la vida y tiempo del fundador de Pakistán, Muhammad Ali Jinnah. También apareció con John Cleese en A Fish Called Wanda y en Criaturas feroces. 
Más recientemente, Aitken se ha concentrado en la dirección. Su producción más reciente es The 39 Steps, originalmente en The Tricycle, en Kilburn, y luego en el West End's Criterion Theatre hasta abril de 2007.
Aitken escribió el libro Style: Acting in High Comedy, publicado en 1996. 

## Vida personal
Aitken es hermana del expolítico Jonathan Aitken y madre del actor Jack Davenport, de su matrimonio con Nigel Davenport. Actualmente, está casada con el novelista Patrick McGrath y apareció en un papel de reparto en la película de 1995, The Grotesque, una adaptación de la novela del mismo nombre de McGrath de 1989. Aitken y McGrath viven juntos en Nueva York y Londres. En 1983, Aitken fue arrestada a su llegada al Aeropuerto de Londres-Heathrow en posesión de una pequeña cantidad de cocaína por lo que fue procesada por un cargo de contrabando de drogas, aunque el cargo fue después retirado.